# مطار هامبورغ
مطار هامبورغ (بالألمانية: Flughafen Hamburg Fuhlsbüttel)(إياتا: HAM، إيكاو: EDDH) هو مطار ألماني دولي، يقع 8.5 كم شمال وسط مدينة هامبورغ.
بني المطار في يناير 1912 يُعد أقدم مطار في البلاد لا يزال في الخدمة والخامس من حيث حركة الركاب. تم تجديده بالكامل سنة 2005، هو الآن واحد من أحدث المطارات في أوروبا.

## خطوط جوية ووجهات

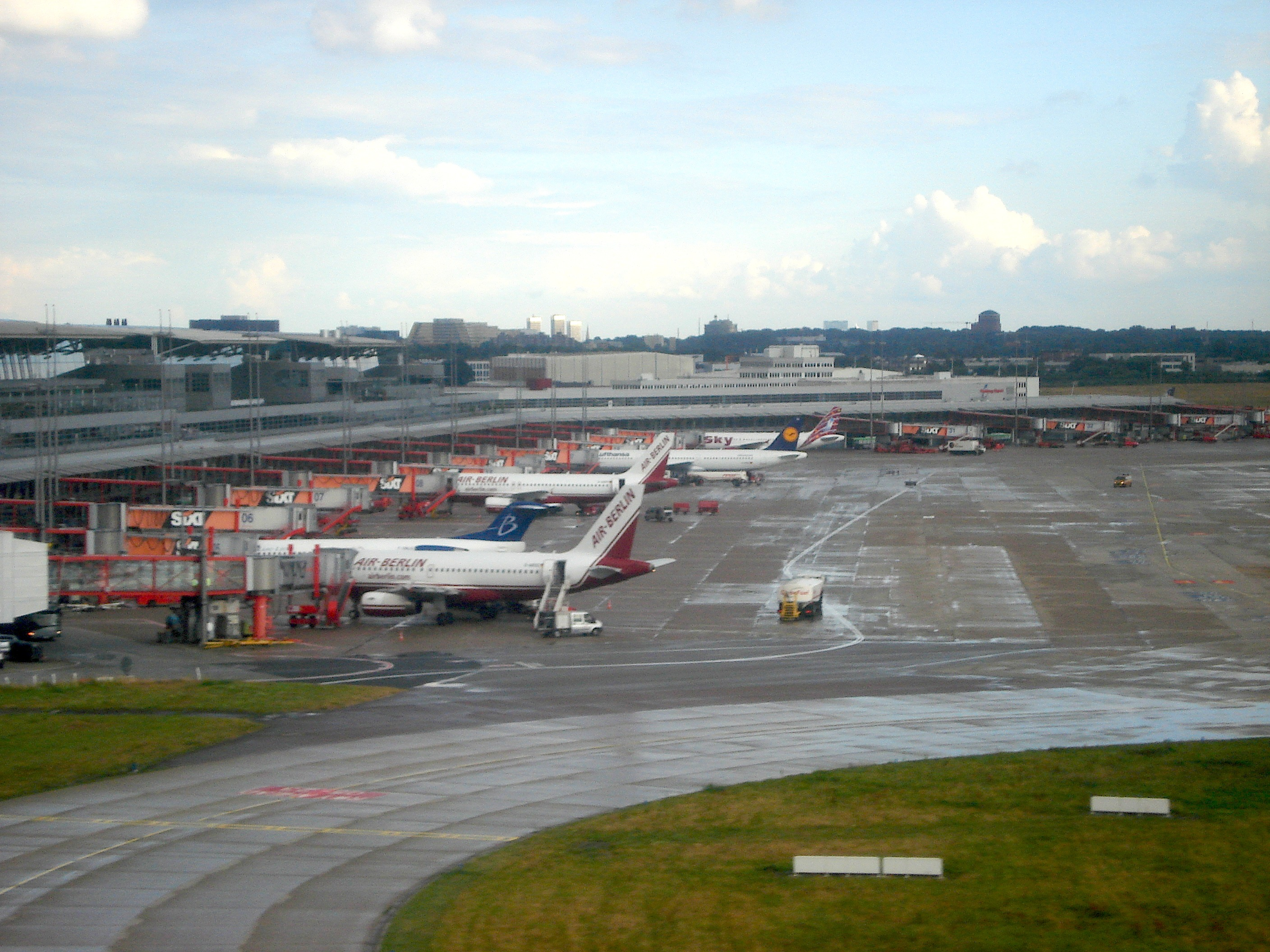
مطار هامبورج صالة 1

تقدم شركات الطيران التالية رحلات منتظمة وموسمية وعارضة إلى مطار هامبورغ:
| شركـات طيـران                   | الوجهات |
| ------------------------------- | --- |
| طيران إيجيان                    | مطار أثينا الدولي، Thessaloniki |
| أير لينغس                       | مطار دبلن الدولي |
| طيران البلطيق                   | مطار ريغا الدولي موسمي: مطار فيلنيوس |
| إير كايرو                       | مطار الغردقة الدولي |
| الخطوط الجوية الفرنسية          | مطار باريس شارل ديغول |
| طيران صربيا                     | مطار نيكولا تسلا في بلغراد |
| الأناضول جت                     | مطار صبيحة كوكجن الدولي موسمي: مطار إيسنبوغا الدولي، مطار أنطاليا |
| الخطوط الجوية النمساوية         | مطار فيينا الدولي |
| الخطوط الجوية البريطانية        | مطار لندن هيثرو |
| خطوط بروكسل الجوية              | مطار بروكسل الدولي |
| كوندور للطيران                  | Fuerteventura، مطار كريستيانو رونالدو، مطار غران كناريا، مطار الغردقة الدولي، مطار لانزاروت، مطار لا بالما، مطار ميورقة، مطار تينيريفي الجنوبي موسمي: مطار أكادير المسيرة الدولي (تستأنف 4 نوفمبر 2023)، مطار أنطاليا، Corfu، Heraklion، مطار خيريز، Kos، مطار مالقة الدولي، Rhodes، Samos |
| Corendon Airlines               | مطار أنطاليا موسمي: مطار عدنان مندريس |
| DAT                             | Saarbrücken |
| إيزي جيت                        | مطار بازل - ميلوز - فريبورغ الأوروبي، مطار إدنبرة، مطار غاتويك، مطار مانشستر |
| طيران الإمارات                  | مطار دبي الدولي |
| European Air عارض               | موسمي عارض: Burgas، Varna |
| يورو وينجز                      | مطار سخيبول أمستردام، مطار برشلونة الدولي، مطار بودابست فرانز ليست الدولي، مطار كولونيا بون الدولي، مطار دوسلدورف الدولي، Fuerteventura، مطار غراتس، مطار لندن هيثرو، مطار مالبينسا، مطار ميونخ الدولي، مطار نيس كوت دازور، مطار أوسلو-غاردرموين، مطار ميورقة، مطار باريس شارل ديغول، مطار ليوناردو دا فينشي، مطار سالزبورغ، مطار ستوكهولم أرلاندا، مطار شتوتغارت الدولي، Thessaloniki، مطار فيينا الدولي، مطار زيورخ الدولي موسمي: مطار أضنة شاكرباشا (تبدأ في 8 يوليو 2023)، مطار أليكانتي، مطار باري كارل فويتيالا ‏، مطار بلباو، Burgas، مطار كاتانيا-فونتاناروسا، مطار خانية الدولي ‏، Corfu، مطار دوبروفنيك، مطار فارو، Gothenburg، مطار غران كناريا، Heraklion، مطار إيبيزا، مطار اينسبوروك، Kayseri (تبدأ في 7 يوليو 2023)، Kos، مطار لانزاروت، مطار لا بالما، مطار لارنكا الدولي، مطار لشبونة، مطار مالقة الدولي، مطار مالطا الدولي، مطار ميكونوس، مطار الناظور العروي (تبدأ في 5 يوليو 2023)، مطار نابولي، Olbia، مطار بورتو الدولي، مطار كيفلافيك الدولي، Rhodes، مطار رييكا، مطار سبليت، مطار تينيريفي الجنوبي، Tromsø (تبدأ في 10 ديسمبر 2023)، مطار تونس قرطاج الدولي (تستأنف 4 يوليو 2023)، مطار بلنسية، Varna، مطار البندقية ماركو بولو، Verona، مطار زادار |
| فين إير                         | مطار هلسنكي فانتا |
| Freebird Airlines               | موسمي: مطار أنطاليا |
| أيبيريا (شركة طيران)            | مطار مدريد باراخاس الدولي |
| طيران آيسلندا                   | موسمي: مطار كيفلافيك الدولي |
| الخطوط الجوية الإيرانية         | مطار الإمام الخميني الدولي |
| إيتا (شركة طيران)               | موسمي: مطار ليناتي |
| الخطوط الجوية الملكية الهولندية | مطار سخيبول أمستردام |
| خطوط لوت الجوية البولندية       | مطار وارسو فريدريك شوبان |
| لوفتهانزا                       | مطار فرانكفورت، مطار ميونخ الدولي |
| لوكس إير                        | مطار لوكسمبورغ |
| Marabu                          | موسمي: مطار خانية الدولي ‏، Corfu، مطار فارو، مطار غران كناريا، Heraklion، مطار الغردقة الدولي، Kos، مطار مالقة الدولي، Preveza/Lefkada، Rhodes، مطار ليوناردو دا فينشي، مطار زاكينثوس الدولي ‏ |
| آير شاتل النرويجية              | مطار أوسلو-غاردرموين |
| خطوط بيغاسوس                    | مطار إيسنبوغا الدولي، مطار صبيحة كوكجن الدولي موسمي: مطار أنطاليا |
| بلاي (شركة طيران)               | موسمي: مطار كيفلافيك الدولي |
| رايان إير                       | مطار أليكانتي، مطار أوريو أل سيريو، مطار دبلن الدولي، مطار إدنبرة، مطار غدانسك ليخ فاونسا، مطار لندن ستانستد، مطار مالقة الدولي، مطار ميورقة، مطار بورتو الدولي موسمي: مطار بلنسية، مطار زادار |
| الخطوط الجوية الإسكندنافية      | مطار كوبنهاغن، مطار ستوكهولم أرلاندا موسمي: مطار أوسلو-غاردرموين |
| SkyAlps                         | Bolzano |
| Southwind Airlines              | موسمي عارض: مطار أنطاليا |
| صن إكسبريس                      | مطار أنطاليا، مطار عدنان مندريس موسمي: مطار إيسنبوغا الدولي (تستأنف 27 يونيو 2023)، مطار دالامان |
| الخطوط الجوية الدولية السويسرية | مطار زيورخ الدولي موسمي: مطار جنيف الدولي |
| Sylt Air                        | موسمي: Sylt |
| تاب برتغال                      | مطار لشبونة |
| الخطوط التونسية                 | مطار الحبيب بورقيبة الدولي |
| الخطوط الجوية التركية           | مطار إسطنبول الدولي موسمي: مطار أضنة شاكرباشا، مطار غازي عنتاب الدولي، Kayseri، مطار أردو غيرسون، Samsun |
| فولوتيا                         | مطار بوردو ميرينياك، Florence، مطار ليون سانت إكسوبيري (جميعها تبدأ في 10 أكتوبر 2023) |
| خطوط فيولينغ الجوية             | مطار برشلونة الدولي، مطار باريس أورلي موسمي: مطار بلباو (تبدأ في 2 يوليو 2023) |
| Widerøe                         | Bergen |
| ويز للطيران                     | Banja Luka ‏، مطار نيكولا تسلا في بلغراد، مطار هنري كواندا الدولي، مطار كاتانيا-فونتاناروسا (تبدأ في 18 ديسمبر 2023)، مطار غدانسك ليخ فاونسا، Kutaisi (تبدأ في 2 يوليو 2023)، مطار سكوبية الدولي، مطار صوفيا، مطار تيرانا الدولي، Varna |

## الإحصائيات
شاهد source Wikidata query and sources.
| 2000                          | 9,949,269    | 164,932   | 48,669   |
| 2001                          | ▼ 9,490,432  | ▼ 158,569 | ▼ 43,076 |
| 2002                          | ▼ 8,946,505  | ▼ 150,271 | ▼ 40,871 |
| 2003                          | ▲ 9,529,924  | ▼ 149,362 | ▼ 36,018 |
| 2004                          | ▲ 9,893,700  | ▲ 151,434 | ▲ 37,080 |
| 2005                          | ▲ 10,676,016 | ▲ 156,180 | ▼ 32,677 |
| 2006                          | ▲ 11,954,117 | ▲ 168,395 | ▲ 38,211 |
| 2007                          | ▲ 12,780,631 | ▲ 173,516 | ▲ 44,204 |
| 2008                          | ▲ 12,838,350 | ▼ 172,067 | ▼ 37,266 |
| 2009                          | ▼ 12,229,319 | ▼ 157,487 | ▼ 31,595 |
| 2010                          | ▲ 12,962,429 | ▼ 157,180 | ▼ 27,330 |
| 2011                          | ▲ 13,558,261 | ▲ 158,076 | ▲ 27,588 |
| 2012                          | ▲ 13,697,402 | ▼ 152,890 | ▲ 28,174 |
| 2013                          | ▼ 13,502,553 | ▼ 143,802 | ▲ 28,302 |
| 2014                          | ▲ 14,760,280 | ▲ 153,879 | ▲ 28,948 |
| 2015                          | ▲ 15,610,072 | ▲ 158,398 | ▲ 31,294 |
| 2016                          | ▲ 16,223,968 | ▲ 160,904 | ▲ 35,284 |
| 2017                          | ▲ 17,622,997 | ▼ 159,780 | ▲ 36,863 |
| 2018                          | ▼ 17,231,687 | ▼ 156,388 | ▼ 33,473 |
| 2019                          | ▲ 17,308,773 | ▲ -       | ▲ -      |
| Sources: ADV, Hamburg Airport |              |           |          |

### وصلة خارجية
- الموقع الرسمي